# Ron Lee
Ronald (Ron) Henry Lee (né le 2 novembre 1952, à Boston, Massachusetts) est un ancien joueur américain de basket-ball.

## Biographie
Il fut nommé All-American quand il évoluait à l'université de l'Oregon, surnommé les « Kamikaze Kids » sous la houlette de l'entraîneur Dick Harter. Lee joua quatre saisons pour les Ducks entre 1972 et 1976. Les Phoenix Suns le sélectionnèrent au 10e rang de la draft 1976. Lee fut nommé dans la NBA All-Rookie Team 1977 et fut le meilleur intercepteur de la NBA la saison suivante. Finalement, Lee eut une carrière solide, mais peu spectaculaire en tant que remplaçant, devenant le joueur préféré des fans pour ses efforts fournis sur le parquet.
Ron Lee est toujours le meilleur marqueur de l'histoire de l'université de l'Oregon avec 2085 points en quatre saisons. Il se classe deuxième au nombre de passes décisives avec 572, premier au nombre de tirs réussis (838) et 5e au nombre de lancers-francs réussis (409). Il fut nommé dans la first team All Pac-8 lors de ses quatre saisons passées avec les Ducks. Lee fut intronisé au Oregon Sports Hall of Fame en 1998.